# Peacock Peak
Peacock Peak är en bergstopp i Antarktis. Den ligger i Västantarktis. Inget land gör anspråk på området. Toppen på Peacock Peak är 776 meter över havet.
Terrängen runt Peacock Peak är varierad, och sluttar norrut. Trakten är obefolkad. Det finns inga samhällen i närheten.